# 沈沖
沈冲，字景绰，吴兴郡武康县人，南朝宋至南朝齐时期的官员。
他是沈懷文之子，母亲孔氏。初任卫尉五官，后转任扬州主簿。南朝宋大明年间，其父沈怀文以文名著称，沈冲也广泛涉猎文章义理。沈冲曾任西阳王抚军法曹参军，不久后被举荐为秀才，召回建康担任抚军正佐兼记室。大明六年（462年），父亲沈怀文获罪入狱，沈冲兄弟入宫向宋孝武帝求情，引得众人同情。柳元景试图营救沈怀文，向孝武帝进言：“不可让沈怀文的三个儿子陷入绝境，恳请陛下尽快明断他的罪责。” 但孝武帝最终还是处死了沈怀文。柳元景为此叹息不已，沈冲兄弟也因这件事闻名于世。泰始初年，沈冲的母亲年老，家境贫寒，沈冲觐见宋明帝，被任命为永兴县令。后转任巴陵王主簿，又被任命为尚书殿中郎。元徽年间，他出京担任晋安王安西记室参军，后被召回建康，历任司徒主簿、山阴县令，又转任司徒录事参军。昇明二年（478年），萧赜担任江州刺史时，沈冲在其麾下任征虏长史、寻阳郡太守，受到重用。萧赜返回建康后，沈冲代为处理王府及江州事务，后转任领军长史。建元元年（479 年），齐朝建立，沈冲任骠骑谘议参军，兼管录事，尚未到任便转任黄门郎，后又担任太子中庶子，侍奉皇太子萧赜。建元四年（482年），萧赜即位为齐武帝后，沈冲转任御史中丞、侍中。庐陵王萧子卿担任郢州刺史时，沈冲在其麾下任长史、辅国将军、江夏内史，代为处理王府及郢州事务。永明元年（483年），萧子卿转任荆州刺史，沈冲任安西长史、南郡内史，代为处理荆州事务。永明四年（486年），他被召回建康，担任五兵尚书。沈冲与兄长沈淡、沈渊都有声名，世人称他们为 “腰鼓兄弟”。沈淡、沈渊也曾担任御史中丞，兄弟三人都曾任司直一职，这在晋、宋两朝是独一无二的。御史中丞的职责是弹劾官僚，常常因此招致违法者的怨恨。永明年间，沈渊弹劾吴兴郡太守袁彖；建武年间，袁彖的堂弟袁昂担任御史中丞时，弹劾了沈渊的儿子沈繢，使其被免官禁锢。沈冲奉武帝之命前往西部，在南州去世，享五十一岁，被追赠太常，谥号恭子。